# Arc polylobé brisé
L'arc polylobé brisé est une variante de l'arc polylobé apparue au XIe siècle en Al-Andalus à l'époque des royaumes de taïfa.

## L'arc polylobé brisé dans l'architecture des royaumes de taïfa
L'arc polylobé brisé est une innovation de l'architecture des royaumes de taïfa qui apparaît pour la première fois dans le palais de l'Aljaferia de Saragosse.
Il orne en abondance l'Aljaferia, tant au niveau du portique nord, que du patio et du portique sud où il prend une forme complexe et sophistiquée.

L'arc polylobé brisé
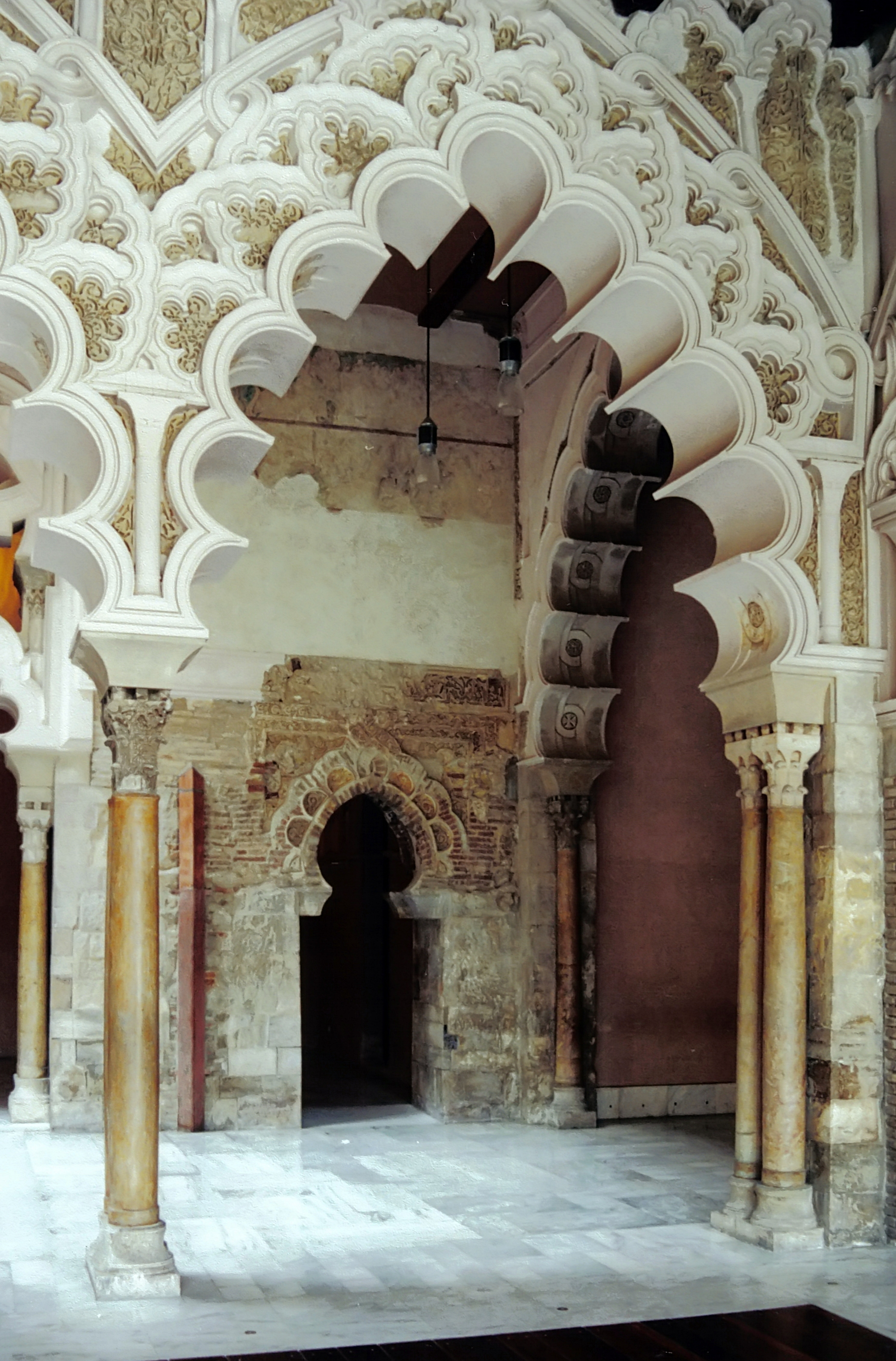
Palais de l'Aljaferia de Saragosse.
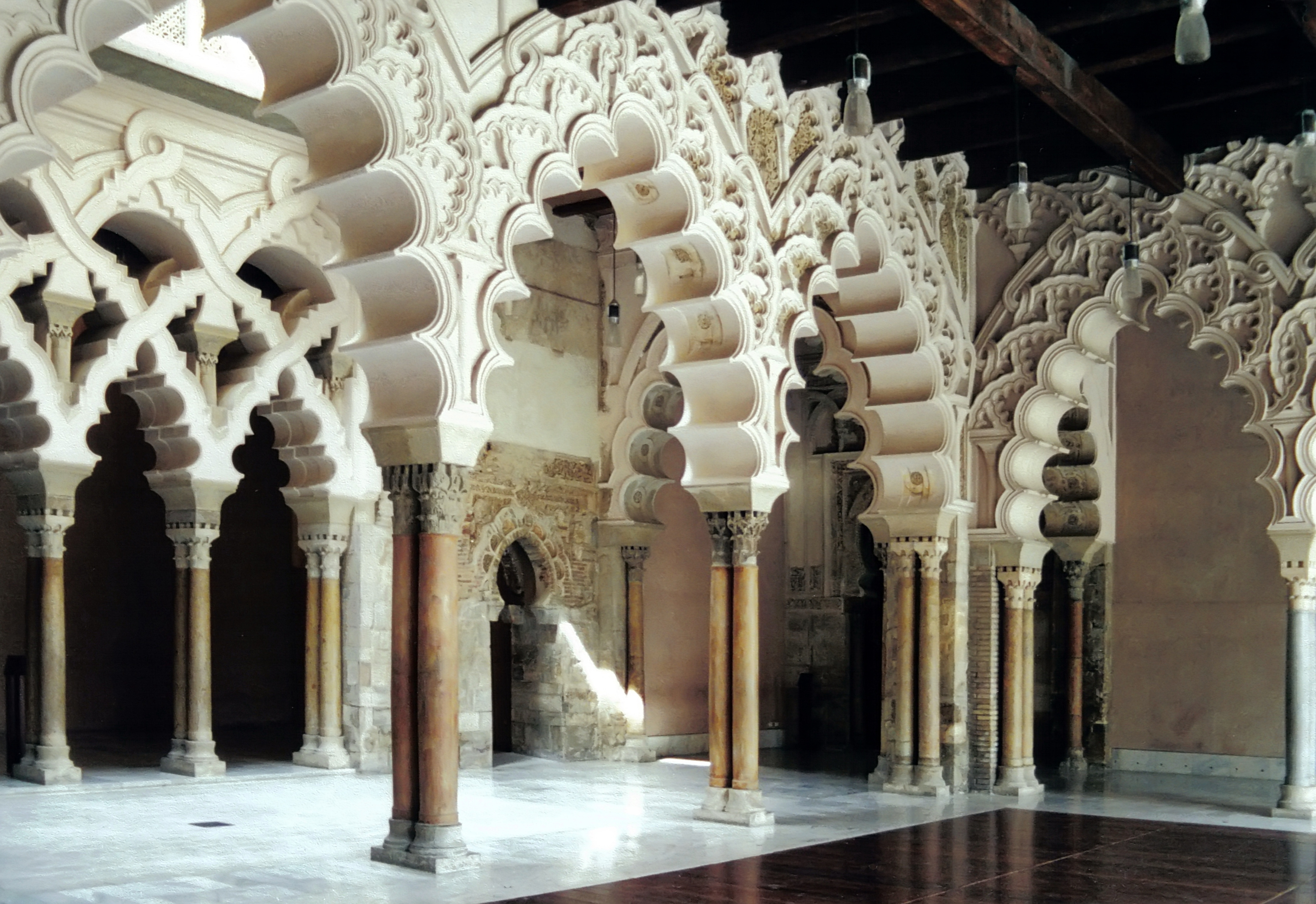
Portique nord de l'Aljaferia : arcs polylobés brisés à l'avant-plan.
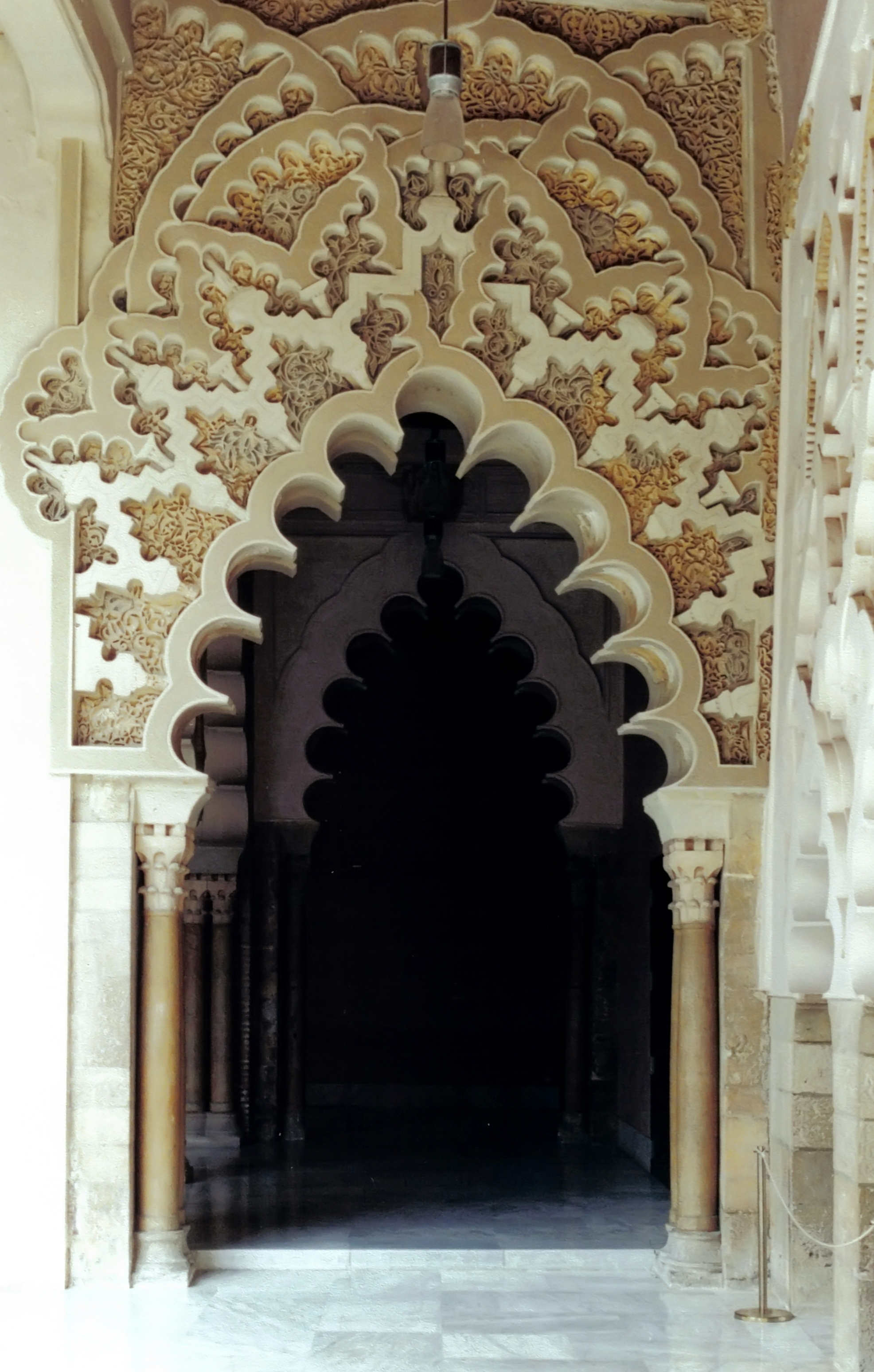
Grand arc polylobé brisé de l'Aljaferia.

## L'arc polylobé brisé dans l'architecture almohade

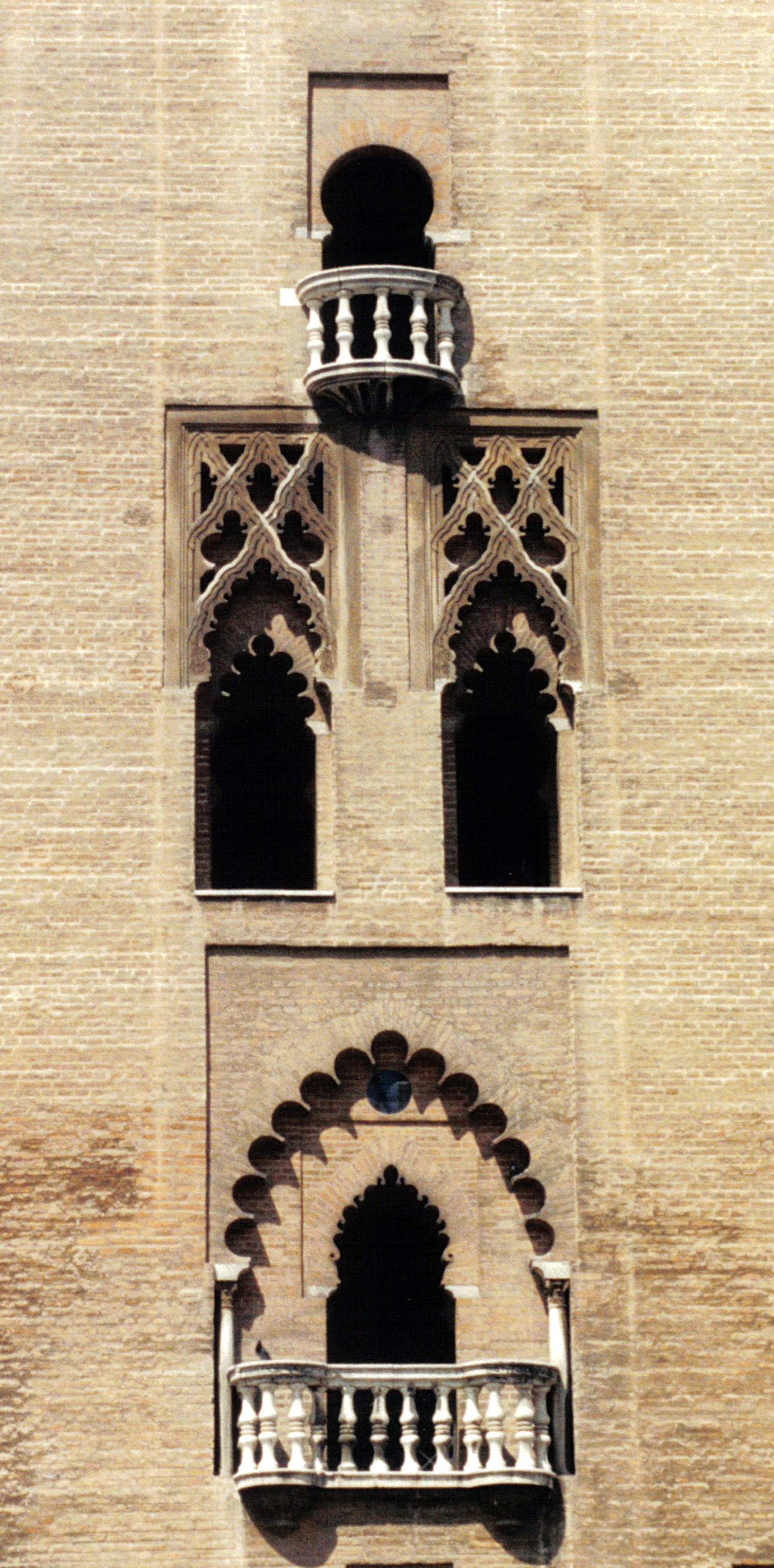
Giralda : grand arc polylobé brisé au premier étage de la Giralda.

Le grand arc polylobé brisé a été repris par l'architecture almohade : il orne le niveau inférieur de la Giralda de Séville qui était jadis le minaret de la mosquée almohade de Séville.

## L'arc polylobé brisé dans l'architecture mudéjare
Le grand arc polylobé brisé a également été repris par l'architecture mudéjare : il orne en abondance le patio de las Doncellas (cour des Demoiselles) de l'Alcazar de Séville.

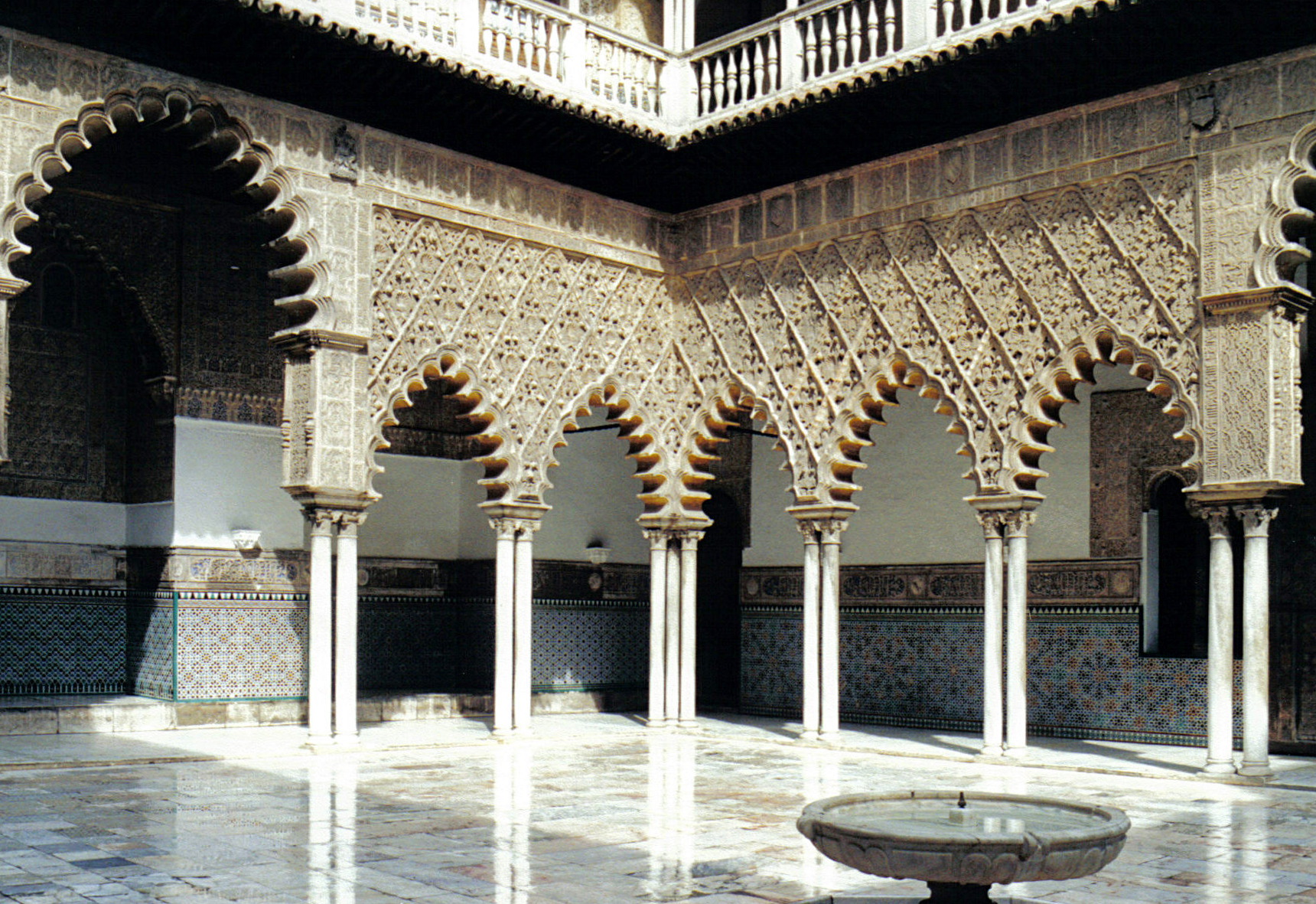
Alcazar de Séville : grands arcs polylobés brisés du patio de la Doncellas.